# Арбашево
Арбашево (баш. Арбаш) — село в Арбашевском сельсовете Аскинского района Республики Башкортостан России. Центр Арбашевского сельсовета.

## Географическое положение
Расстояние до:
- районного центра (Аскино): 35 км,
- ближайшей железнодорожной станции (Куеда): 139 км.

## История
В «Списке населенных мест по сведениям 1870 года», изданном в 1877 году, населённый пункт упомянут как деревня Арбашева 1-го стана Бирского уезда Уфимской губернии. Располагалась при речке Ари, слева от Кунгурского и Сибирского почтовых трактов, в 80 верстах от уездного города Бирска и в 17 верстах от становой квартиры в селе Аскино. В деревне, в 82 дворах жили 567 человек (291 мужчина и 276 женщин, мещеряки), были мечеть, училище.
По сведениям переписи 1897 года, в деревне Арбаш Бирского уезда Уфимской губернии жили 881 человек (414 мужчин и 467 женщин), из них 873 мусульманина.

## Население
| 2002 | 2009 | 2010 |
| ---- | ---- | ---- |
| 343  | ↘232 | ↘209 |

Согласно переписи 2002 года, преобладающая национальность — татары (75 %).

## Религия
В селе есть мечеть.